# World Matchplay (BDO)
Die World Matchplay Championship, besser bekannt unter dem Sponsorennamen MFI World Matchplay war ein Darts-Majorturnier der British Darts Organisation (BDO), das von 1984 bis 1988 Bestand hatte.
Rekordsieger ist mit zwei Siegen der Engländer Eric Bristow.

## Geschichte
Trotz seines nur fünfjährigen Bestehens, ist das World Matchplay von historischer Bedeutung, denn am 13. Oktober 1984 gelang John Lowe während seiner Partie gegen Keith Deller der erste Neundarter von Fernsehkameras. Für diese Errungenschaft erhielt er ein Bonuspreisgeld von £102,000 und damit deutlich mehr als das Doppelte des gesamten regulären Preisgelds.
Die Auflage von 1988 sollte die letzte ihrer Art werden. Die BDO hatte sich mit ITV überworfen, wodurch das Turnier nicht mehr übertragen werden sollte. Es wurde daher eingestellt. Ab 1994 trug das neue geschaffene World Darts Council ihre eigene Version des World Matchplay aus. Die Anzahl an Teilnehmern wurde dabei erhöht und der Spielmodus verändert.

## Format
Das Format blieb stets dasselbe. 16 Spieler traten im K.-o.-System gegeneinander an und spielten im Satzmodus den Sieger aus. Dabei mussten drei Legs gewonnen werden, um einen Satz für sich zu entscheiden. Die Zahl der zu gewinnenden Sätze erhöhte sich von zwei im Achtelfinale bis zum Finale auf fünf Sätze.

## Finalergebnisse
| Jahr | Austragungsort          | Sieger       | Ergebnis | Finalist        | Sponsor | Preisgeld | Preisgeld |
| Jahr | Austragungsort          | Sieger       | Ergebnis | Finalist        | Sponsor | Gesamt    | Sieger    |
| ---- | ----------------------- | ------------ | -------- | --------------- | ------- | --------- | --------- |
| 1984 | Fulcrum Centre, Slough  | John Lowe    | 5:3      | Cliff Lazarenko | MFI     | £36.000   | £12.000   |
| 1985 | Fulcrum Centre, Slough  | Eric Bristow | 5:4      | Bob Anderson    | MFI     | £41.000   | £15.000   |
| 1986 | Festival Hall, Basildon | Mike Gregory | 5:1      | Jocky Wilson    | MFI     | £41.000   | £15.000   |
| 1987 | Festival Hall, Basildon | Bob Anderson | 5:1      | John Lowe       | MFI     | £47.400   | £18.000   |
| 1988 | Festival Hall, Basildon | Eric Bristow | 5:1      | Bob Sinnaeve    | MFI     | £52.000   | £21.000   |

## Statistiken

### Nine dart finishes
| Spieler   | Turnier, Runde      | Weg                             | Gegner       | Ergebnis |
| --------- | ------------------- | ------------------------------- | ------------ | -------- |
| John Lowe | 1984, Viertelfinale | 3 × T20; 3 × T20; T17, T18, D18 | Keith Deller | Sieg     |